# Stemma del Kosovo
Lo stemma del Kosovo (Stema e Косово in serbo) ha forma di scudo gotico, di sfondo blu con disegnato il profilo della nazione in giallo e sopra sei stelle bianche. Lo stemma è stato adottato il 17 febbraio 2008, in seguito alla dichiarazione autonoma di indipendenza da parte del presidente kosovaro Fatmir Sejdiu.

## Significato
Le sei stelle bianche poste sulla parte superiore dello stemma simboleggiano le sei comunità etniche presenti in Kosovo: albanesi, serbi, turchi, rom, bosniaci, gorani.